# Lagâri Hasan Çelebi
Lagâri Hasan Çelebi (1600 – 1660) è stato un aviatore ottomano.
Secondo il racconto di Evliya Çelebi, nel 1633 Lagarî avrebbe compiuto un volo su un razzo propulso a polvere nera, al termine del quale sarebbe ammarato sano e salvo.

## Racconto della vicenda
Evliya Çelebi scrisse che nel 1633 Lagari Hasan Çelebi si lanciò con un razzo costituito da una specie di gabbia metallica con 7 alette, propulso da 50 occa (circa 60 kg) di polvere nera. Il razzo sarebbe partito dal promontorio Sarayburnu, ai piedi del Palazzo Topkapı di Istanbul. Secondo il narratore il volo sarebbe stato compiuto in occasione della nascita della figlia del sultano Murad IV, e Lagâri prima del lancio avrebbe detto "O mio sultano! Sii benedetto, vado a parlare con il profeta Gesù!". Al termine del volo, che avrebbe raggiunto i 300 m di quota, Lagâri sarebbe atterrato in mare aiutandosi con una sorta di paracadute o di ali per planare e nuotando poi fino a riva, dicendo infine "O mio sultano! Il profeta Gesù vi manda i suoi saluti!"; il sovrano l'avrebbe quindi ricompensato con dell'argento e il grado di spahi dell'esercito ottomano.
Çelebi raccontò anche di un altro volo, compiuto l'anno precedente da Hezârfen Ahmed Çelebi, fratello di Lagarî, effettuato con un aliante.

## Nella cultura di massa

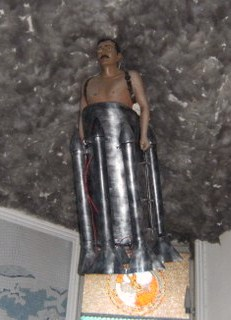
Riproduzione moderna del razzo di Çelebi

Il film Istanbul Beneath My Wings (1996) è ispirato alle figure di Lagâri Hasan Çelebi e suo fratello Hezârfen Ahmed nel contesto della società Ottomana degli inizi del XVII secolo, basandosi sui racconti di Evliya Çelebi.
Il mito del volo di Çelebi è stato oggetto dell'episodio Crash and Burn della serie televisiva MythBusters, andato in onda originariamente l'11 novembre 2009. Il build team ha tentato di costruire un razzo analogo a quello usato da Çelebi, impiegando materiali moderni: la struttura è stata realizzata in metallo, per la propulsione la polvere nera è stata sostituita con una quantità equivalente di un più sicuro propellente per motore a reazione e il meccanismo che avrebbe dovuto garantire l'atterraggio del manichino Buster era un paracadute munito di un sistema ad apertura automatica. L'esperimento non è riuscito, il razzo si è incendiato in volo ed è precipitato prima di raggiungere la quota desiderata, inoltre il paracadute non si è aperto. Il team ha osservato che Çelebi non ha indicato con sufficiente accuratezza l'equipaggiamento usato nel volo, sostenendo che sarebbe stato estremamente difficile per un uomo del XVII secolo costruire un razzo funzionante di quel tipo e riuscire a sopravvivere al volo.